# Pluimstaartbamboemuis
De pluimstaartbamboemuis (Chiropodomys gliroides) is een knaagdier uit het geslacht Chiropodomys die voorkomt van Zuidoost-China en andere delen van het vasteland van Zuidoost-Azië tot Sumatra, Java en Bali.
Deze soort komt bijzonder veel voor in bamboebossen. Het dier is 's nachts actief; overdag slaapt het in een bamboenest, dat met bladeren wordt bekleed. Ze eten voornamelijk bladeren.
Deze soort heeft de volgende ondersoorten:
- Chiropodomys gliroides gliroides (Zuidoost-Azië)
- Chiropodomys gliroides penicillatus (Maleisisch Schiereiland)
- Chiropodomys gliroides niadis (Nias, ten westen van Sumatra)
- Chiropodomys gliroides anna (Java en Bali)

Het is onduidelijk bij welke ondersoort exemplaren uit Sumatra horen.
Chiropodomys calamianensis · Pluimstaartbamboemuis (Chiropodomys gliroides) · Chiropodomys karlkoopmani · Chiropodomys major · Chiropodomys maximus† · Chiropodomys muroides · Chiropodomys primitivus† · Chiropodomys pusillus